# Château de Lacquy
Le Château de Lacquy est un domaine viticole qui produit de l'armagnac. Il se situe sur les communes de Lacquy, de Le Frèche et de Saint Justin, dans le département français des Landes.

## Histoire

### Présentation
Ce domaine qui regroupe une gentilhommière, un vignoble, des terres et des forêts, occupe un terroir de l'ancienne province de Gascogne. Il appartient à la même famille en ligne féminine depuis 1711. En ligne masculine il a changé plusieurs fois de familles. Il se trouve  au cœur du « triangle d'or » appelé le Grand Bas Armagnac. Considéré comme un armagnac haut de gamme, on peut trouver l'armagnac de Lacquy à la carte de grands restaurants français,. Les armagnacs du Château de Lacquy ont reçu depuis 2017 une douzaine de médailles d'or aux concours IWSC à Londres, SFWSC à San Francisco ou au Concours Mondial de Bruxelles. Le Château de Lacquy a reçu le trophée du "Best Brandy of the World" en 2022 à Londres (IWSC).

### Liste des possesseurs du château de Lacquy
La baronnie de Lacquy appartenait jusqu'au XVIIe siècle à la famille de Mesmes, dont l'un des membres s'illustra comme président du Parlement de Paris au moment de la Fronde. À la suite d'une histoire d'héritage et de dettes, elle passa en 1671 dans la famille de Pontac, puis, en 1711, fut acquise par François Lubet, bourgeois de Mont-de-Marsan, qui devint ainsi seigneur de Lacquy.
Jusqu'à la Révolution française, ses propriétaires payèrent un droit féodal pour les terres situées au Frèche, au couvent des Clarisses de Mont-de-Marsan qui possédaient le monastère de Beyris sur la commune du Frêche, lequel était célèbre depuis que François Ier y avait épousé devant Dieu sa seconde femme, Éléonore de Habsbourg, sœur de Charles Quint et veuve du roi du Portugal.
Tout au long du XVIIIe siècle, les membres de la famille Lubet, François d'abord, ensuite son fils Joseph et Mathias son petit-fils, furent les gestionnaires de cette terre. Leur gestion est consignée au jour le jour dans des livres de comptes fort détaillés, conservés dans les archives du château et qui sont les témoignages très précis de la vie quotidienne d'un domaine du XVIIIe siècle. On y constate que la récolte de vin et la production d'eau-de-vie étaient déjà à cette époque une source importante de revenus.
C'est ainsi qu'en 1765, il est mentionné une vente d'eau-de-vie d'un volume de 32 veltes pour un prix de 126 livres (le velte était une unité de mesure égalant 7 litres 61 cl en mesures actuelles) à l'homme d'affaire de M. de Gontaut, Gouverneur Militaire du Languedoc.
Le domaine est transmis à  Marie Lubet qui épouse Pierre Léon Brocqua en 1796, puis à leur fille Léonide Brocqua, qui épouse en 1827 Victor de Lonjon. Un plan cadastral détaillé réalisé en 1825 pour Léon Brocqua, montre qu'à cette époque une partie importante des terres cultivables étaient plantées en vignes. Des factures indiquent l'existence d'un alambic sur la propriété construit en 1836.
Le domaine passe en 1883 dans la famille Barbara de Labelotterie de Boisséson par le mariage de Charlotte de Lonjon avec Paul de Boisséson.
Maurice de Boisséson leur fils et son épouse Françoise de Greling décident de s'y installer en 1939 pour s'éloigner des frontières nord de la France. Maurice de Boisséson, commandant d'un GRC, est tué le 16 mai 1940 à  Brieulles sur Bar (Ardennes) lors de la bataille de Stonne. Françoise de Boisséson entre alors dans le courant de l'année 1940, dans un réseau de passage entre Lacquy et Pau, puis dans l'Armée Secrète en 1942. En 1943, elle crée un maquis dans les forêts de la propriété réunissant jusqu'à 80 personnes, participe à plusieurs parachutages en 1943 et 1944. Elle reçoit la Croix de Guerre en 1946 pour son action durant la Guerre.
Ils étaient les grands-parents de l'actuel propriétaire.